# Frammento

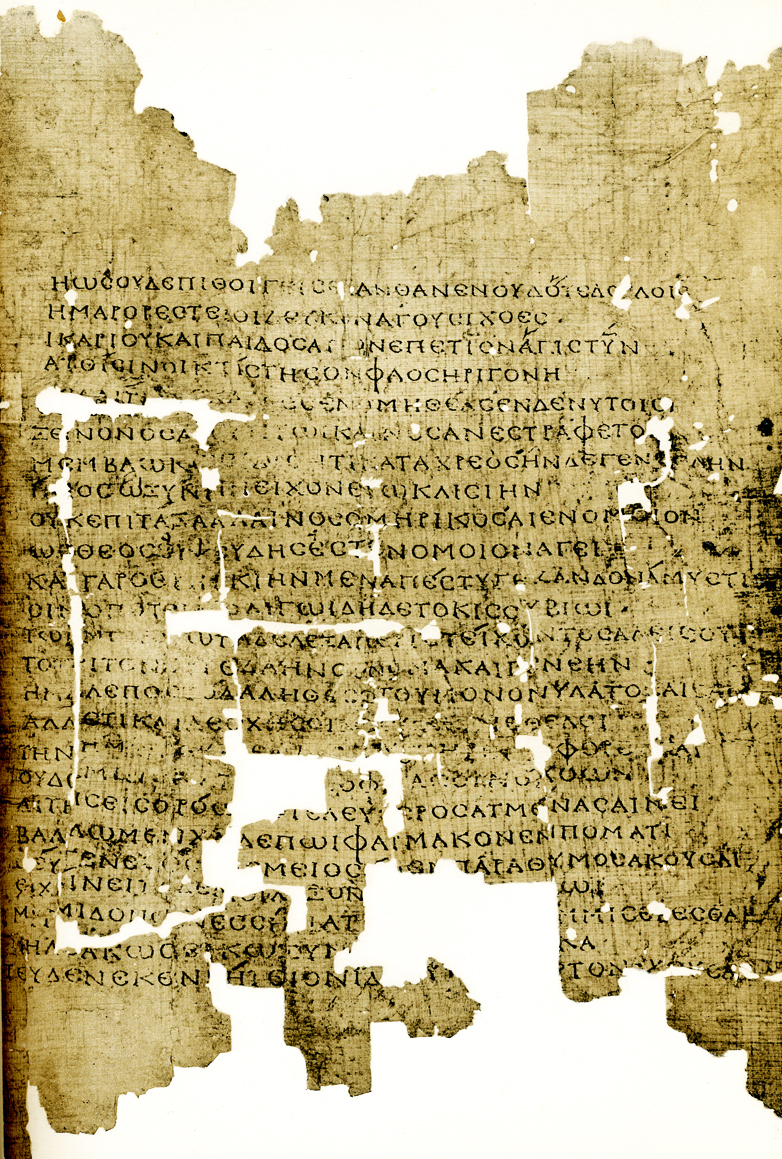
Un papiro contenente un brano degli Aitia di Callimaco.

In filologia, un frammento è una frase o porzione di testo largamente corrotto o lacunoso sulla quale si cerca di ricostruire l'opera originaria oppure il pensiero dell'autore. Il frammento, insieme all'opera eventualmente pervenuta completa, è una fonte primaria.

## Origine e importanza dei frammenti diretti

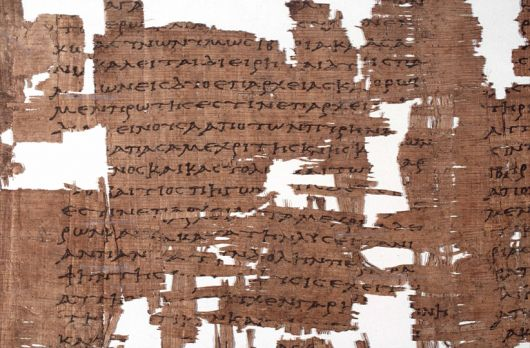
Un frammento del papiro di Artemidoro.

Si utilizza il termine frammento in due modi distinti. In primo luogo, quando si voglia indicare che le tavolette incise, le pitture murali, i codici di pergamena, i rotoli di papiro o le pagine di volume su cui era scritta l'intera opera sono "corrotte" perché sbiadite o mutilateː in questo caso, si parla, materialmente, di frammenti originali o frammenti propriamente detti. Un secondo modo di intendere  un frammento è quello di vederlo come citazione parziale di un autore presente nell'opera di un altroː non è, infatti, insolito trovare citazioni letterali (in lingua originale o tradotte) e parziali di un'opera - di cui non si hanno altre fonti - all'interno di un altro scritto (spesso, per ironia della sorte, di valore letterario o storico inferiore). In questo caso, si parla di metodo indiretto di acquisizione di un frammento.
Fonte frequente di opere frammentarie sono frustoli papiracei arrivati ai giorni nostri attraverso modalità anche insoliteː ampi brani dei poemi citarodici di Stesicoro ed alcuni parteni del poeta spartano Alcmane, ad esempio, sono stati trovati su papiri utilizzati per avvolgere mummie, o ancora, su un quaderno scolastico, la Costituzione degli Ateniesi aristotelica.

Ad Ossirinco fu rinvenuta, a partire dal 1896, una mole impressionante di papiri completi e frammentariː tra le opere rinvenute nell'area sono degni di menzione poemi di Pindaro, frammenti di papiri di Saffo ed Alceo, brani di drammi di Eschilo, Sofocle ed Euripide e una cospicua porzione delle opere di Menandro. Furono anche trovati i più antichi e completi diagrammi di Euclide e, tra i papiri storici, un'ampia sezione delle Elleniche di Ossirinco, opera anonima relativa agli anni 396-395 a.C., frammenti di autori anonimi quali il cosiddetto Fragmentum Grenfellianum o l'altrimenti quasi sconosciuto mimografo ellenistico Eroda, mentre, fra i testi cristiani greci e latini, frammenti del Vangelo di Tommaso, dell'Apocalisse di Baruch, del Vangelo degli Ebrei e di un'opera di sant'Ireneo di Lione. I papiri rinvenuti sono conservati al British Museum, mentre la pubblicazione degli Oxyrhyncus papyri, iniziata nel 1898, continua tuttora e ha superato i sessanta volumi.<bɾ>
Altro prezioso ritrovamento archeologico è stata la scoperta delle undici grotte di Qumran, nei pressi del Mar Morto, in Israele, avvenuta dal 1947 al 1956, dove sono stati rinvenuti, tra l'altro, papiri manoscritti della Bibbia. Le grotte facevano parte di una biblioteca probabilmente ancora funzionante nel I secolo d.C.<bɾ>In filosofia la presenza dei frammenti degli antichi pensatori è spesso preziosa per tentare di risalire al corretto pensiero del filosofo, anche se spesso la frammentarietà del testo, di fatto, lo rende decontestualizzato e fonte di divergenti interpretazioni. Anche in filologia la corruzione massiccia di un testo rende spesso difficile un univoco accordo da parte degli studiosi, soprattutto nei casi di attribuzione.

## Origine ed edizione dei frammenti indiretti
Per molti altri autori, invece, quanto conosciamo deriva da citazioni presenti, come detto, in opere di altri scrittori posteriori, specie di età imperiale, come, ad esempio, i poeti parodici (altrimenti sconosciuti) Archestrato di Gela e Matrone di Pitane o lo storico tolemaico Callisseno di Rodi, citati in extenso da Ateneo di Naucrati, il divulgatore filosofico Telete, ampiamente riportato in estratti da Giovanni Stobeo, i romanzieri Antonio Diogene e Giamblico, riportati pressoché quasi solo da Fozio, che cita anche, in epitome, la quasi completamente perduta opera Sull'India di Ctesia di Cnido.
Fin dal XIX secolo, dunque, con l'emergere della filologia, specie di area tedesca, si impose la necessità di raccogliere in edizione critica e/o commentata non solo autori singoli (magari ampiamente documentati), quanto, piuttosto, autori divisi per generiː nacquero, così, le raccolte degli storici greci (Fragmenta historicorum Graecorum), in 5 volumi, di Karl Wilhelm Ludwig Müller o i fondamentali Vorsokratiker di Diels e Kranz, mentre più volte, nel corso dell'Ottocento e Novecento, vennero raccolti e pubblicati gli autori comici greci,ːdai Fragmenta Comicorum Graecorum di Augustus Meineke (1839-1857) ai Comicorum Atticorum Fragmenta di Theodor Kock (1880-1888) ai Comicorum Graecorum Fragmenta di Georg Kaibel (1899). Altresì notevolissima, fino agli anni Ottanta del XX secolo, fu la raccolta di August Nauck Tragicorum graecorum fragmenta, pubblicata a partire dal 1856 e rimasta pressoché unica fino alla riedizione a cura di Snell e Kannicht.
In campo latino, la mancanza di papiri ritrovati ha portato, di fatto, a raccolte rimaste abbastanza invariate nel corso dell'ultimo secolo e mezzo, come le Historicorum Romanorum Reliquiae di Hermann Peter o i Fragmenta Poetarum Latinorum di Willi Morel; una parziale eccezione è data dagli Oratorum Romanorum Fragmenta di Enrica Malcovati, che nel 1976 raccolse i frammenti di tutta l'oratoria romana, mai antologizzata in precedenza.

## Nomenclatura

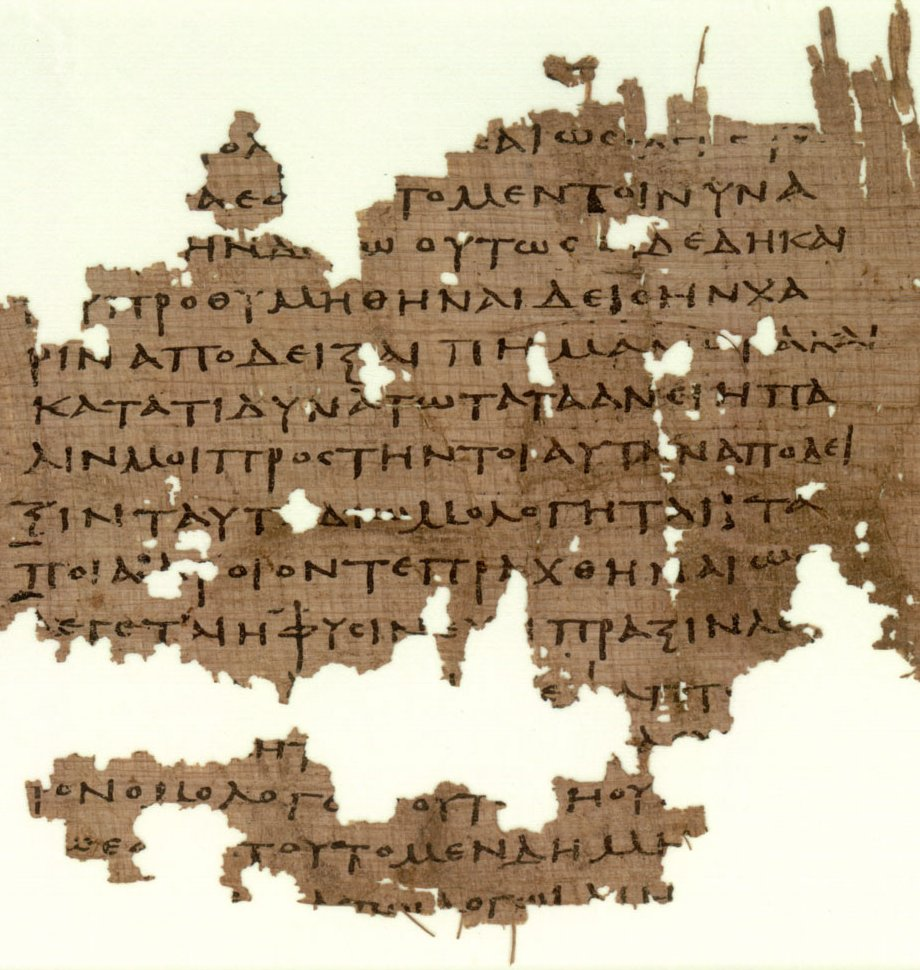
Frammento della Repubblica di Platone ritrovato a Ossirinco.

I frammenti di uno scritto (o dell'intera opera di un autore, come nel caso di Saffo) vengono catalogati con diciture articolate grossomodo nella modalità seguente: "Nome opera o Nome autore Fr. 123x stringa", dove "Fr." sta per "frammento", "123" è il numero del frammento, "x" individua eventuali versioni differenti dello stesso scritto in due frammenti differenti, e "stringa" è il nome del luogo di ritrovamento o del filologo o del primo traduttore. Ad esempio:
(Saffo, Fr. 15 Gallavotti)
Tale frammento è denominato anche come "Fr. 34 Voigt" oppure "Fr. 34 V. (= 15 G.)", dal fatto che Carlo Gallavotti, come pure Eva-Maria Voigt, sono filologi ed editori dei brani pervenutici di Saffo. Per i frammenti di dimensioni cospicue e di argomento chiaro e definito o particolarmente noto si può posporre un breve titolo.

## Le raccolte complessive più notevoli
(tra parentesi viene indicato, laddove di uso comune, la sigla adottata in sede di citazione internazionale)

### Epica
- G. Kinkel, Epicorum Graecorum Fragmenta, Leipzig, Teubner, 1877 (EGF).
- A. Bernabé, Poetae Epici Graeci. Testimonia et fragmenta, pars I, Poetarum epicorum graecorum testimonia et fragmenta, Leipzig, Teubner, 1996; pars II (fascc. 1-3), Orphicorum et Orphicis similium testimonia et fragmenta, Leipzig, Teubner, 2005.
- O. Kern, Orphicorum Graecorum Fragmenta, Berlin 1922.

### Lirica
- J.U. Powell, Collectanea Alexandrina, Oxford 1925 (CA).
- D.L. Page, Poetae Melici Graeci, Oxford 1962  (PMG).
- E. Lobel-D. Page, Poetarum Lesbiorum Fragmenta, Oxford 1963.
- M.L. West, Iambi et elegi Graeci, Oxford 1971-72.
- D.L. Page, Supplementum Lyricis Graecis, Oxford 1974  (SLG).
- P.J. Parsons-H. Lloyd-Jones, Supplementum Hellenisticum, Berlin-New York 1983  (SH).
- W. Morel, Fragmenta poetarum Latinorum Epicorum et Lyricorum: Praeter Ennium et Lucilium, Leipzig, Teubner, 1995.

### Teatro
- A. Nauck, Tragicorum Graecorum Fragmenta, Lipsia 1889  (TrGF).
- A. Olivieri, Frammenti della commedia greca e del mimo nella Sicilia e nella Magna Grecia, Napoli 1930.̽
- C. F. L. Austin, Comicorum Graecorum Fragmenta in papyris reperta, Berlin, De Gruyter, 1973.
- B. Snell, Tragicorum Graecorum Fragmenta, Gottingen 1974-  (TGF).
- R. Kassel-C. Austin, Poetae Comici Graeci, Berlin-New York, De Gruyter, 1983-2001 (8 voll.)  (PCG).

### Storiografia
- H. Peter, Historicorum Romanorum Reliquiae, Leipzig, Teubner, 1870-1914 (2 voll.)  (HRR).
- F. Jacoby, Die Fragmente der Griechischen Historiker, Berlin 1923-  (FrGrHist).

### Oratoria
- E. Malcovati, Oratorum Romanorum Fragmenta, Torino, Paravia, 1976  (ORF).

### Filosofia
- H. Diels, Poetarum Philosophorum Graecorum Fragmenta, Berlin 1901.
- H. Diels-W. Kranz, Die Fragmente der Vorsokratiker, Berlin 1951-52 (VI edizione)  (D.-K.).
- H. von Arnim, Stoicorum Veterum Fragmenta, Lipsia 1903  (SVF).
- F. Wehrli, Die Schule des Aristoteles. Texte und Kommentar, Berlin, Schwabe, 1968-74 (I Dikaiarchos. Hermippos der Kallimacheer; II Aristoxenos. Sotion; III Klearchos; IV Demetrios von Phaleron; V Straton von Lampsakos; VI Lykon und Ariston von Keos; VIII Eudemos von Rhodos; IX Phainias von Eresos, Chamaileon, Praxiphanes; X Hieronymos von Rhodos, Kritolaos und seine Schüler).
- G. Giannantoni, Socratis et Socraticorum Reliquiae, Napoli, Bibliopolis, 1991 (4 voll.).